# Automóviles de carreras Auto Union

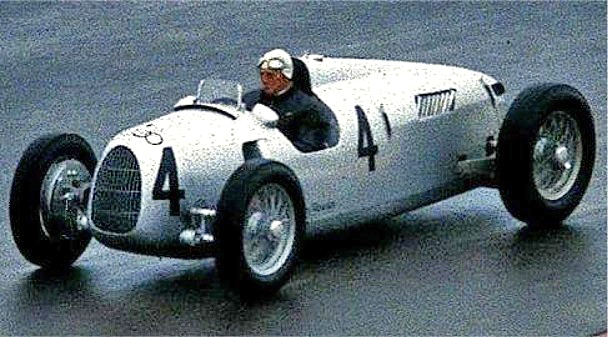
Auto Union Tipo C

Los automóviles de carreras Auto Union son un conjunto de coches de Gran Premio desarrollados por la empresa alemana en la década de 1930, con los que cosechó numerosos triunfos en una encarnizada competencia con los bólidos de Mercedes Benz, desbancando a los Alfa Romeo que hasta entonces habían dominado los circuitos. Los Tipos A, B, C y D de Auto Union fueron diseñados y construidos entre 1933 y 1939 por un departamento de carreras especializado de la fábrica situada en Zwickau (Alemania) de su filial Horch, después de que la compañía comprara un diseño de Ferdinand Porsche en 1933.
De los cuatro modelos, los tipos A, B y C (utilizados desde 1934 hasta 1937) tenían motores V16 sobrealimentados, mientras que el coche final, el Tipo D (utilizado en 1938 y 1939, y que estaba construido según el nuevo reglamento de 1938), tenía un motor V12 de 3L sobrealimentado que rendía casi 550 caballos. Todos los coches eran difíciles de pilotar debido a las relaciones extremas de potencia/peso (el derrapaje de las ruedas podía producirse al acelerar incluso a más de 100 mph (160,9 km/h)) y a una marcada tendencia al sobreviraje debida a la distribución desigual del peso (todos los modelos acusaban la concentración del peso en la parte trasera). El Tipo D era más fácil de conducir debido a su motor más pequeño y de menor peso, que estaba mejor situado al quedar más cerca del centro de masas del vehículo.
Entre 1935 y 1937, los bólidos de Auto Union ganaron 25 carreras, pilotados por Ernst von Delius, Tazio Nuvolari, Bernd Rosemeyer, Hans Stuck y Achille Varzi. Su dominio resultó particularmente abrumador en las temporadas de 1936 y 1937. Su principal competencia vino del equipo Mercedes Benz, que también compitió con elegantes coches plateados. Conocidos como las flechas plateadas, los coches de los dos equipos alemanes dominaron las carreras de Gran Premio hasta el estallido de Segunda Guerra Mundial en 1939.

## Antecedentes

### Proyecto P-Wagen
Habiendo sido despedido de Steyr Automobile, Ferdinand Porsche se estableció por su cuenta en Stuttgart, fundando en 1932 una empresa (que años después acabaría convirtiéndose en la compañía Porsche) con un grupo de colegas ingenieros (entre los que figuraba Karl Rabe), gracias al respaldo financiero de Adolf Rosenberger. Desafortunadamente, la rentabilidad del sector del automóvil era muy baja en el deprimido clima económico del momento, por lo que Porsche se limitó a crear una compañía auxiliar denominada Hochleistungsfahrzeugbau GmbH (HFB) (Coche de Altas Prestaciones Ltd.) con el objeto de desarrollar un coche de carreras para el que todavía no tenía un cliente.
A comienzos de la década de 1930 las carreras de Gran Premio estaban dominadas por las marcas francesas e italianas Bugatti, Alfa Romeo y Maserati. A principios de 1933, la Federación Internacional del Automóvil (FIA) anunció una nueva fórmula, con la regulación principal de que el peso del automóvil sin conductor, combustible, aceite, agua y llantas no podía exceder 750 kg (1653,5 lb). Esta regla se introdujo para limitar indirectamente el tamaño de los motores utilizables, y la FIA estimó que este límite de peso permitiría emplear motores como máximo de alrededor de 2,5 litros.
Basándose en el Benz Tropfenwagen de 1923 con motor central diseñado por Max Wagner, que utilizaba una configuración aerodinámica conocida como "forma de lágrima" (una idea que también había sido puesta en práctica por los ingenieros de Rumpler), Porsche concibió un automóvil de carreras experimental denominado P-Wagen project (la letra P hace referencia a Porsche), diseñado de acuerdo con las regulaciones de la Fórmula de 750 kg. El 15 de noviembre, el ingeniero jefe Rabe presentó el primer borrador a la oficina de planificación de un automóvil de carreras para la nueva fórmula, con Josef Kales a cargo del motor V16, mientras que Rabe también fue el responsable del chasis.

### Auto Union

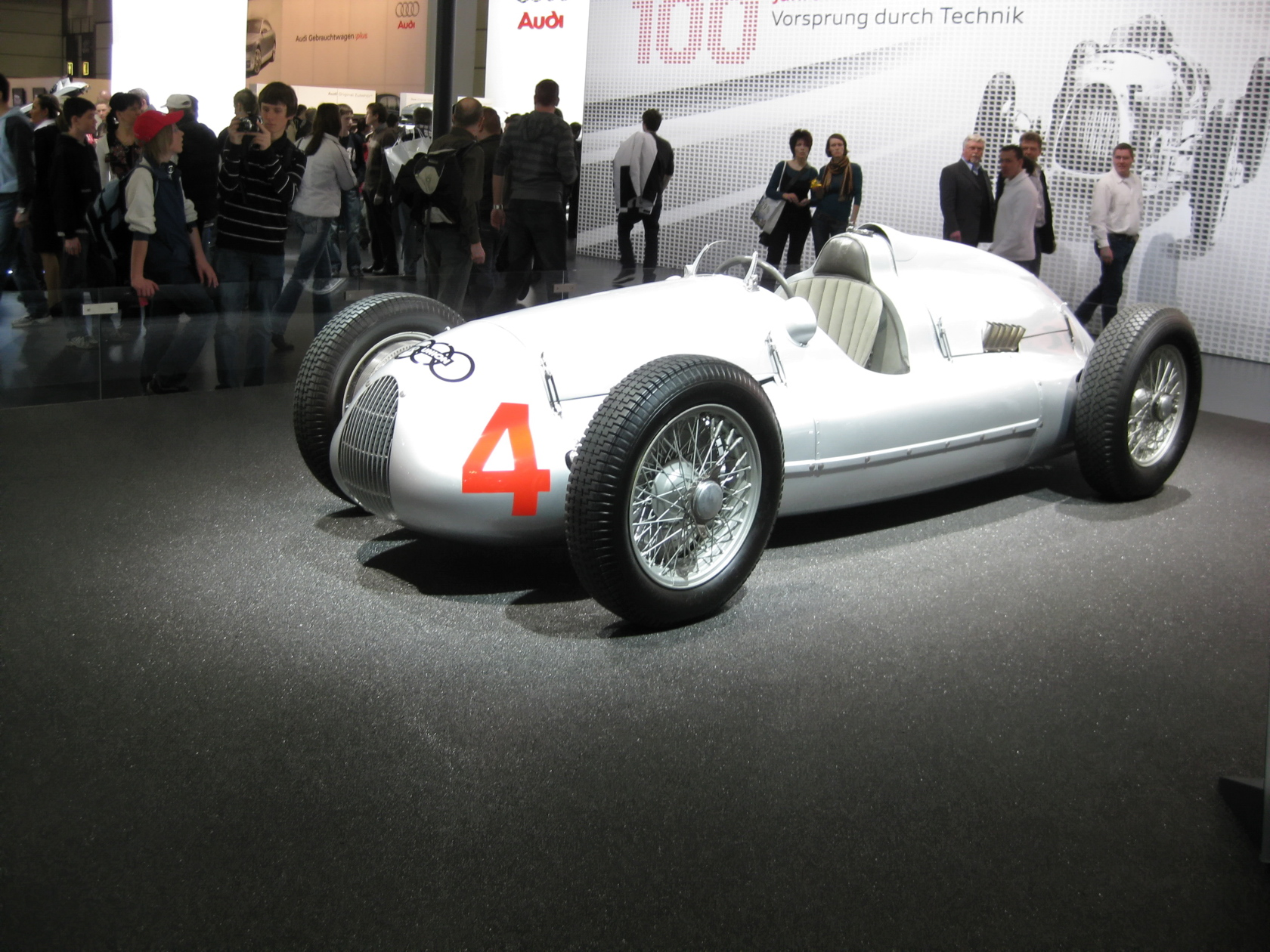
Auto Union Tipo D en la AMI de Leipzig 2009

En 1932 se formó Auto Union Gmbh, un conglomerado de empresas que agrupó a cuatro fabricantes de automóviles alemanes en apuros: Audi, DKW, Horch y Wanderer. El presidente de la junta directiva, el barón Klaus von Oertzen, quería poner en marcha un proyecto que diera visibilidad al nuevo grupo empresarial, por lo que ante la insistencia del director Adolf Rosenberger, se reunió con Porsche, que ya había trabajado para él anteriormente.
En el Salón del Automóvil de Berlín de 1933, el Canciller de Alemania Adolf Hitler anunció dos nuevos programas:
- El auto del pueblo: un proyecto que finalmente se convertiría en el KdF-wagen (antecedente directo del Volkswagen Escarabajo)
- Un programa de automovilismo patrocinado por el estado: un plan para desarrollar una "industria automotriz alemana de alta velocidad", cuya base sería una suma anual de 500.000 marcos para Mercedes-Benz

El piloto de carreras alemán Hans Stuck (que había conocido a Hitler antes de que este ascendiera a la jefatura del estado), al no poder obtener un puesto de piloto en Mercedes, aceptó la invitación de Rosenberger para sumarse a von Oertzen y a Porsche con el fin de acercarse al canciller. En una reunión en la Cancillería del Reich, Hitler acordó con Porsche que, para la gloria de Alemania, sería mejor que dos compañías desarrollaran el proyecto, lo que resultó en que Hitler accediera a pagar 40.000 £ al mejor coche de carreras del país en 1934, además de conceder dos subvenciones anuales de 250.000 marcos, (20.000 libras) una para Mercedes y otra para Auto Union (con el tiempo, ascenderían a 250.000 libras). Esta decisión molestó mucho a Mercedes, que ya había desarrollado su Mercedes-Benz W25 sin haber recibido subvención alguna, y cuyo programa de carreras atravesaba dificultades financieras desde 1931. Esta situación se tradujo en unas tormentosas relaciones entre las dos empresas tanto dentro como fuera las pistas de carreras hasta el inicio de la Segunda Guerra Mundial.
Habiendo obtenido fondos estatales, Auto Union compró por 75.000 marcos la "Hochleistungs Motor GmbH" (y por lo tanto, el Proyecto P-Wagen), trasladando la empresa a la ciudad de Chemnitz.

## Diseño
La configuración de motor trasero central y tracción trasera era inusual en ese momento. De adelante hacia atrás, el diseño incluía radiador, conductor, tanque de combustible y motor. Esta disposición volvería a las carreras de Gran Premio a finales de la década de 1950 de la mano del fabricante británico Cooper Car Company.
El principal problema con los primeros diseños de motor central fue la rigidez de los bastidores y suspensiones de la época. El ángulo de giro del automóvil cambiaba a medida que el impulso del motor montado centralmente aumentaba sobre el chasis, lo que provocaba un notable efecto de sobreviraje. Todos los Auto Union tenían suspensión independiente, con brazos de arrastre y barras de torsión paralelas en la parte delantera. En la parte trasera, Porsche intentó contrarrestar la tendencia al sobreviraje mediante el uso de una suspensión de eje oscilante avanzada en los primeros coches. En el último modelo, el Tipo D, se adoptó una suspensión trasera mediante un sistema de eje De Dion siguiendo el ejemplo de Mercedes-Benz, pero el nuevo motor sobrealimentado que rendía casi 550 caballos incrementó el sobreviraje.

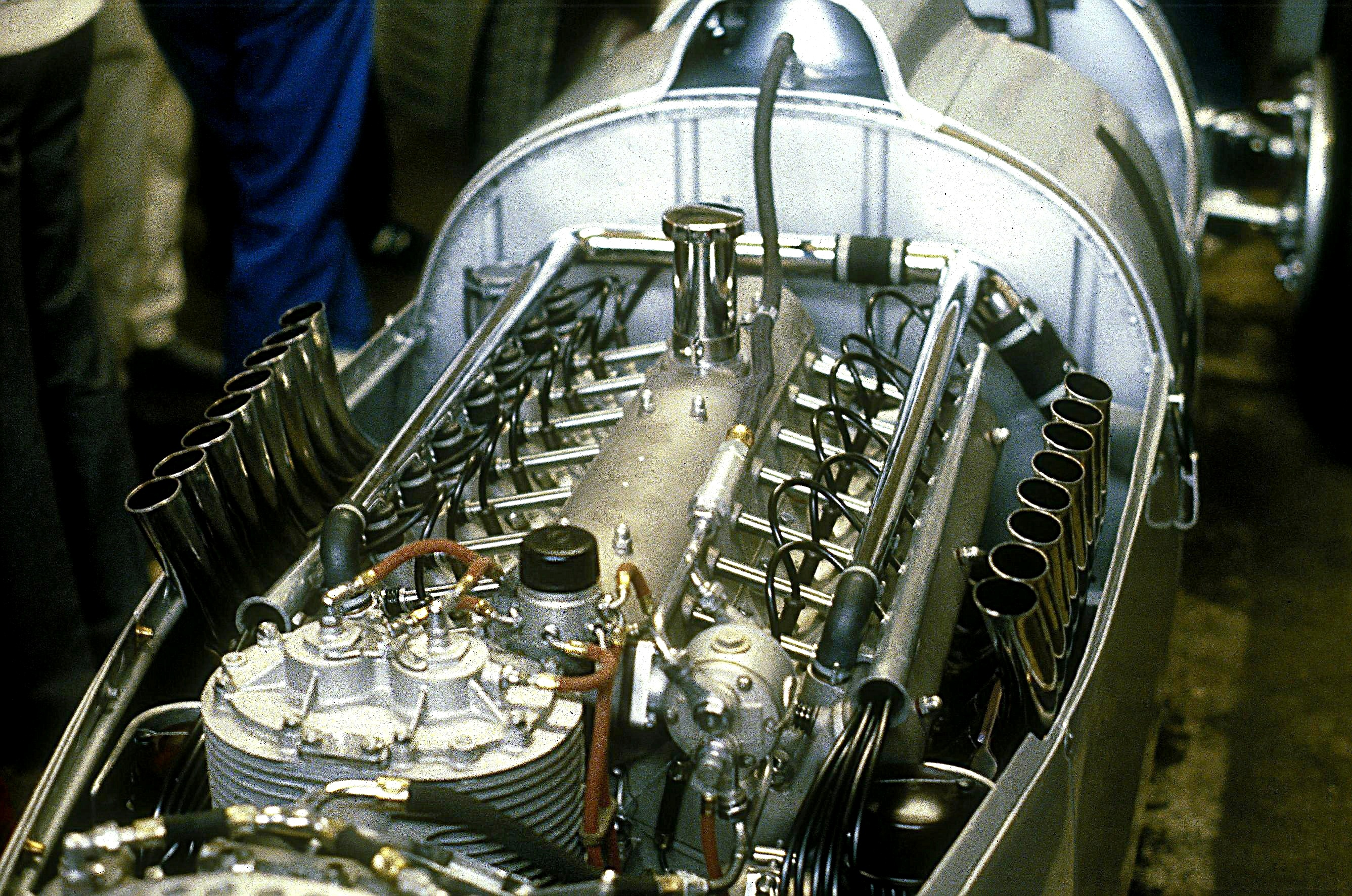
Motor V16 instalado en un Tipo C

El motor V16 original diseñado por Porsche se modificó como un V12 cuando en 1938 las regulaciones del Gran Premio establecieron un límite de 3 litros en los motores sobrealimentados. Inicialmente diseñados con una cilindrada de 6 litros, los primeros motores de Auto Union finalmente cubicaban 4360 cc y rendían 295 HP (299,1 CV). Tenían dos bloques de cilindros, inclinados en un ángulo de 45 grados, con un solo árbol de levas en cabeza para accionar las 32 válvulas. Las válvulas de admisión en las cámaras de combustión hemisféricas estaban conectadas al árbol de levas por balancines, mientras que para las válvulas de escape los balancines estaban conectados al árbol de levas por un sistema de distribución que pasaba a través de tubos situados encima de las bujías. Por lo tanto, tenía tres cubiertas de balancines. El propulsor ofrecía un par motor óptimo a bajas revoluciones, hasta el punto de que Bernd Rosemeyer condujo un Auto Union alrededor del circuito de Nürburgring utilizando una sola marcha para demostrar la flexibilidad del motor.
La carrocería se sometió a pruebas en el túnel de viento en el Centro Aeroespacial Alemán, una organización científica que aún existe. Con el depósito de combustible ubicado en el centro del automóvil directamente detrás del conductor, la distribución de peso delante-detrás permanece sin cambios a medida que se consume el combustible. Esta misma ubicación se utiliza en los modernos coches de carreras de ruedas descubiertas por la misma razón. Los tubos del chasis originalmente conducían refrigerante desde el radiador al motor, pero esta solución finalmente se abandonó debido a problemas de fugas.

## En las carreras

### Desarrollo
El desarrollo de los coches de carreras Auto Union comenzó en 1933 a cargo de los especialistas de la fábrica de Horch. Los primeros coches corrieron en el invierno de 1933/34 en los circuitos de Nürburgring, el AVUS y Monza. El desarrollo posterior se detuvo por completo en 1942.
A diferencia de Mercedes, que tenía al expiloto de carreras Rudolf Uhlenhaut convertido en diseñador (quien podía realizar excelentes comentarios sobre el automóvil y los desarrollos requeridos); Auto Union se vio obligado a crear sistemas de medición en el automóvil para obtener información fiable sobre el comportamiento dinámico de los vehículos. Los diseñadores utilizaron un mecanismo de relojería con un disco de papel para registrar datos como las revoluciones del motor mientras se probaba el automóvil, lo que permitió a los ingenieros estudiar los datos recopilados en una fecha posterior. Se descubrió que se necesitaba un trabajo adicional para mejorar el comportamiento del automóvil en las curvas, ya que acelerar al salir de una curva hacía que la rueda trasera interior girara descontroladamente. Este problema se mitigó mucho con el uso de una innovación de Porsche, el diferencial autoblocante fabricado por ZF, que se introdujo al final de la temporada de 1935.
La cooperación entre Porsche y Auto Union continuó a través de los Tipos A, B y C, hasta que la fórmula de 750 kg (1653,5 lb) terminó en 1937, ya que los desarrollos de ingeniería habían dado como resultado motores que producían enormes potencias en vehículos muy ligeros y, por lo tanto, altas velocidades y graves accidentes. El ingeniero Robert Eberan von Eberhorst fue el responsable del nuevo automóvil Tipo D, que, si bien aún conservaba el peso mínimo de 750 kg (1653,5 lb), también vio restringida su cilindrada a 3 litros con sobrealimentador, o a 4,5 litros sin él. El Tipo D empleaba un motor V12, mientras que las versiones de subidas de montaña, donde no era necesario cumplir el límite de cilindrada, utilizaban una caja de cambios diferente para poder seguir empleando el motor de 16 cilindros del Tipo C.

### Resultados en las carreras

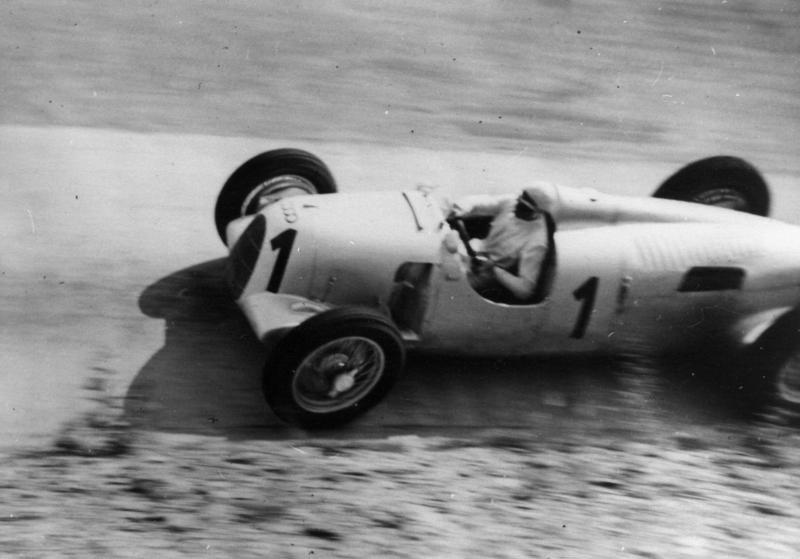
El piloto Bernd Rosemeyer en el coche No.1 en Nürburgring

Esta sección incluye solo primeros y segundos puestos
La lista de pilotos para la temporada inicial de 1934 estuvo encabezada por Hans Stuck; ganó los Grandes Premios de Alemania, Suiza y Checoslovaquia (además de terminar segundo en Italia y Eifelrennen), junto con victorias en varias carreras de escalada, convirtiéndose en Campeón de Europa de Montaña. (No hubo Campeonato de Europa para las carreras del circuito de ese año). August Momberger ocupó el segundo lugar en el Gran Premio de Suiza.
En 1935, el motor se había ampliado a cinco litros de cilindrada, produciendo 370 HP (375,1 CV). Achille Varzi se unió al equipo y ganó el Gran Premio de Túnez en Cartago y la Coppa Acerbo en Pescara (además de quedar segundo en el Gran Premio de Trípoli). Stuck ganó el Gran Premio de Italia (junto con el segundo lugar en el Gran Premio de Alemania), además de su habitual colección de victorias en escaladas, volviendo a ganar el Campeonato de Europa de Montaña. La nueva sensación, Bernd Rosemeyer, ganó el Gran Premio de la República Checa (y logró el segundo lugar en Eifelrennen y en la Coppa Acerbo).
Hans Stuck también logró batir récords de velocidad, alcanzando 199 mph (320,3 km/h) en una autostrada italiana en una versión aerodinámica con cabina cerrada del automóvil. Las lecciones aprendidas de esta racionalización se aplicaron más tarde al automóvil de récord de velocidad terrestre rival, el Mercedes-Benz T80.

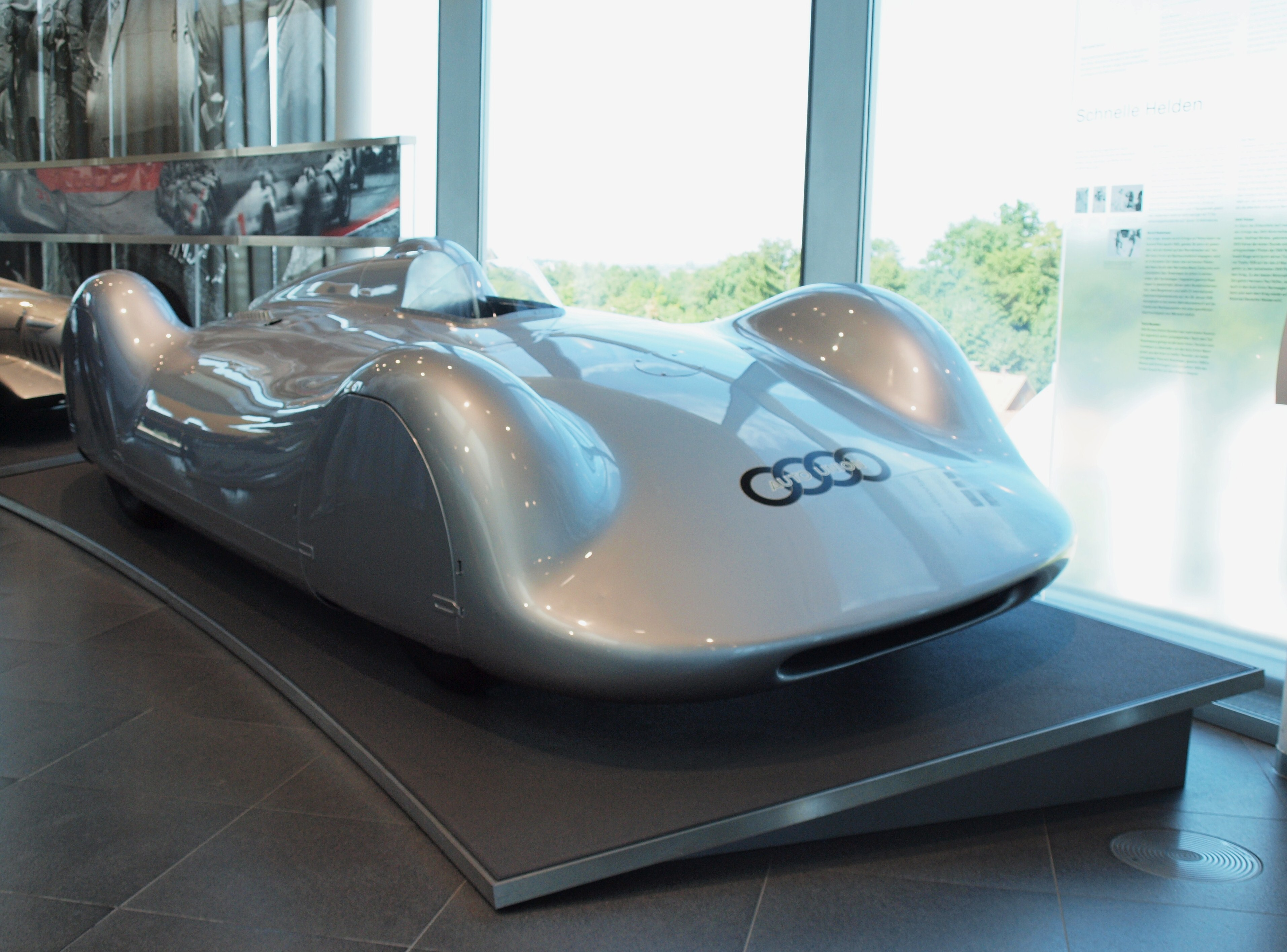
Auto Union Tipo C "Stromlinie"

Para 1936, el motor había crecido hasta los 6 litros y estaba rindiendo 620 HP (628,6 CV), lo que le permitía alcanzar una velocidad de 258 mph (415,2 km/h). En manos de Rosemeyer y de sus compañeros de equipo, el Auto Union Tipo C dominó el mundo de las carreras. Rosemeyer ganó el Gran Premio de Eifelrennen, en Alemania, en Suiza, en Italia y la Coppa Acerbo (así como un segundo puesto en el Gran Premio de Hungría). Se coronó Campeón de Europa (la única victoria de Auto Union en el campeonato de pilotos) y también se llevó el Campeonato de Europa de Montaña. Varzi ganó el Gran Premio de Trípoli (y quedó segundo en Mónaco, Milán y en el Gran Premio de Suiza). Stuck ocupó el segundo lugar en los Grandes Premios de Trípoli y de Alemania, y Ernst von Delius ocupó el segundo lugar en la Coppa Acerbo.

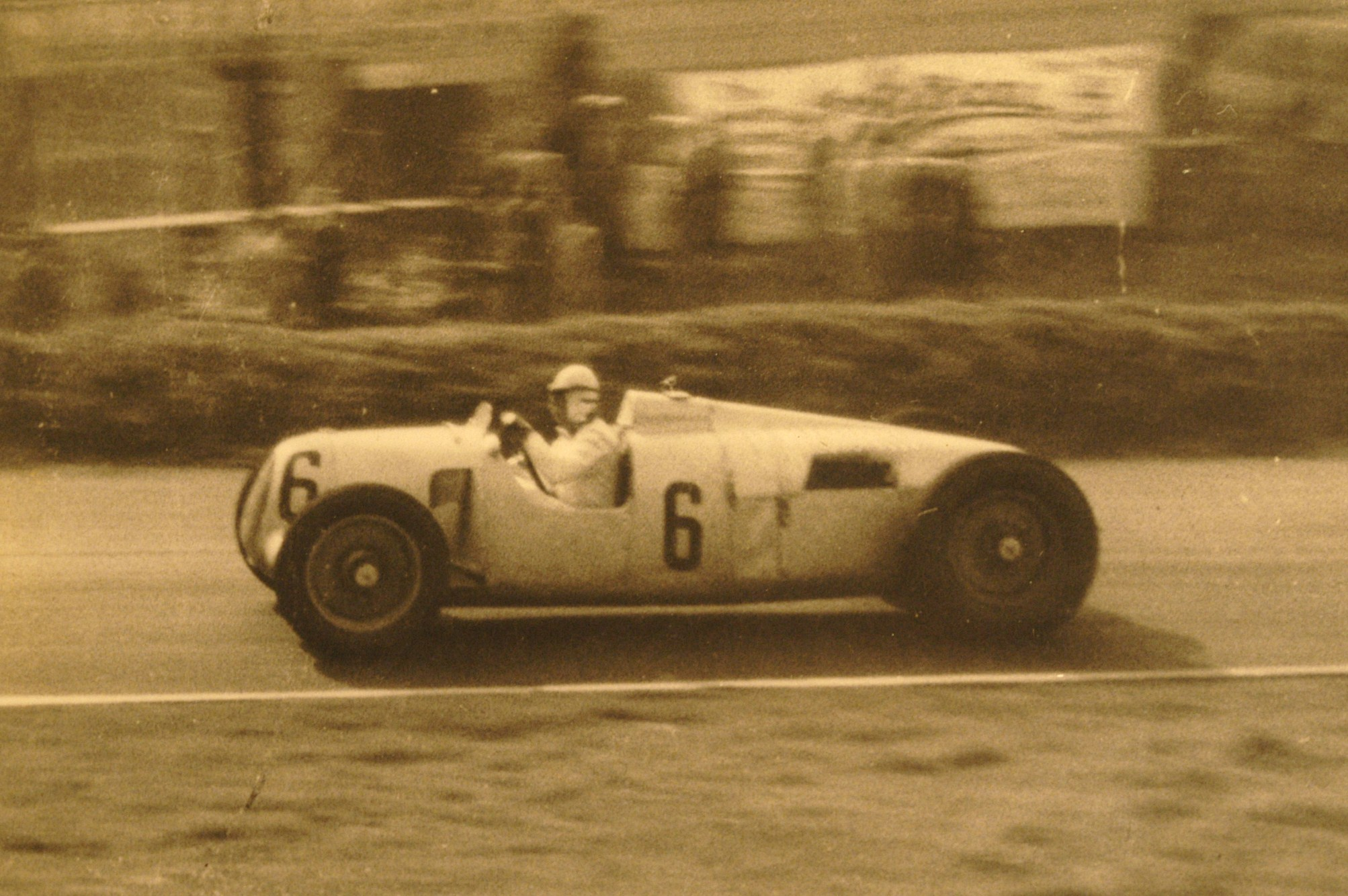
Rudolf Hasse en el Gran Premio de Donington de 1937

En 1937, el coche se mantuvo básicamente sin cambios y lo hizo sorprendentemente bien contra el nuevo Mercedes-Benz W125, ganando 5 carreras frente a las 7 victorias del Mercedes-Benz. Rosemeyer se adjudicó la victoria en Eifelrennen y Donington, la Coppa Acerbo y la Copa Vanderbilt (y también quedó segundo en el Gran Premio de Trípoli). Rudolf Hasse ganó el Gran Premio de Bélgica (con Stuck en segundo lugar), y von Delius logró el segundo lugar en el Gran Premio del Avus.
Además de la nueva fórmula de 3 litros, 1938 trajo otros desafíos, principalmente la muerte de Rosemeyer a principios de año, en un intento de batir el récord de velocidad en tierra. El famoso Tazio Nuvolari se unió al equipo y ganó el Gran Premio de Italia y Donington, en lo que de otra manera habría sido un año de pobres resultados para el equipo, que solo pudo sumar otro Campeonato Europeo de Montaña para Stuck.
En 1939, mientras las nubes de guerra se acumulaban sobre Europa, Nuvolari ganó el Gran Premio de Yugoslavia en Belgrado (con un segundo lugar en Eifelrennen). Hermann P. Müller ganó el Gran Premio de Francia (y quedó segundo en el Gran Premio de Alemania), mientras que Hasse logró un segundo lugar en el Gran Premio de Bélgica y Georg Meier otro segundo puesto en el Gran Premio de Francia.

## Resultados

### Campeonato Europeo de Pilotos
(Clave) (negrita indica pole position) (cursiva indica vuelta rápida)
| Año     | Chasis | Motor   | Pilotos             | 1   | 2   | 3   | 4   | 5   | 6   | 7   |
| ------- | ------ | ------- | ------------------- | --- | --- | --- | --- | --- | --- | --- |
| 1935    | B      | 5.6 V16 |                     | MON | FRA | BEL | ALE | SUI | ITA | ESP |
| 1935    | B      | 5.6 V16 | Achille Varzi       |     | 5   |     |     |     |     |     |
| 1935    | B      | 5.6 V16 | Hans Stuck          |     | Ret |     |     |     |     |     |
| 1935    | B      | 5.0 V16 | Bernd Rosemeyer     |     | Ret |     | 4   | 3   | Ret | 5   |
| 1935    | B      | 5.0 V16 | Hans Stuck          |     |     |     | 2   | 11  | 1   | Ret |
| 1935    | B      | 5.0 V16 | Achille Varzi       |     |     |     | 8   | 4   | Ret | Ret |
| 1935    | B      | 5.0 V16 | Paul Pietsch        |     |     |     | 9   |     | 3   | DNS |
| 1936    | C      | 6.0 V16 |                     | MON | ALE | SUI | ITA |     |     |     |
| 1936    | C      | 6.0 V16 | Bernd Rosemeyer     | Ret | 1   | 1   | 1   |     |     |     |
| 1936    | C      | 6.0 V16 | Hans Stuck          | 3   | 2   | 3   | Ret |     |     |     |
| 1936    | C      | 6.0 V16 | Achille Varzi       | 2   |     | 2   | Ret |     |     |     |
| 1936    | C      | 6.0 V16 | Ernst von Delius    | DNS | 6   |     | 3   |     |     |     |
| 1936    | C      | 6.0 V16 | Rudolf Hasse        |     | 4   | 5   | DNS |     |     |     |
| 1937    | C      | 6.0 V16 |                     | BEL | ALE | MON | SUI | ITA |     |     |
| 1937    | C      | 6.0 V16 | Hans Stuck          | 2   | Ret | 4   | 4   | 9   |     |     |
| 1937    | C      | 6.0 V16 | Rudolf Hasse        | 1   | 5   | Ret |     |     |     |     |
| 1937    | C      | 6.0 V16 | Hermann Paul Müller | Ret | Ret |     |     | 5   |     |     |
| 1937    | C      | 6.0 V16 | Bernd Rosemeyer     |     | 3   | Ret | Ret | 3   |     |     |
| 1937    | C      | 6.0 V16 | Luigi Fagioli       |     | DNS |     | 7   |     |     |     |
| 1937    | C      | 6.0 V16 | Ernst von Delius    |     | Ret |     |     |     |     |     |
| 1937    | C      | 6.0 V16 | Tazio Nuvolari      |     |     |     | 5   |     |     |     |
| 1937    | C      | 6.0 V16 | Achille Varzi       |     |     |     |     | 6   |     |     |
| 1938    | D      | 3.0 V12 |                     | FRA | ALE | SUI | ITA |     |     |     |
| 1938    | D      | 3.0 V12 | Hermann Paul Müller | DNS | 4   | Ret | Ret |     |     |     |
| 1938    | D      | 3.0 V12 | Rudolf Hasse        | Ret | Ret |     |     |     |     |     |
| 1938    | D      | 3.0 V12 | Christian Kautz     | Ret |     | Ret | Ret |     |     |     |
| 1938    | D      | 3.0 V12 | Hans Stuck          |     | 3   | 4   | Ret |     |     |     |
| 1938    | D      | 3.0 V12 | Tazio Nuvolari      |     | Ret | 9   | 1   |     |     |     |
| 1938    | D      | 3.0 V12 | Ulrich Bigalke      | DNS |     |     |     |     |     |     |
| 1939    | D      | 3.0 V12 |                     | BEL | FRA | ALE | SUI |     |     |     |
| 1939    | D      | 3.0 V12 | Hermann Paul Müller | Ret | 1   | 2   | 4   |     |     |     |
| 1939    | D      | 3.0 V12 | Tazio Nuvolari      | Ret | Ret | Ret | 5   |     |     |     |
| 1939    | D      | 3.0 V12 | Rudolf Hasse        | 2   | DNS | Ret | Ret |     |     |     |
| 1939    | D      | 3.0 V12 | Georg Meier         | Ret | 2   | Ret |     |     |     |     |
| 1939    | D      | 3.0 V12 | Hans Stuck          |     | 6   | Ret | 10  |     |     |     |
| Fuente: |        |         |                     |     |     |     |     |     |     |     |

## Los coches hoy

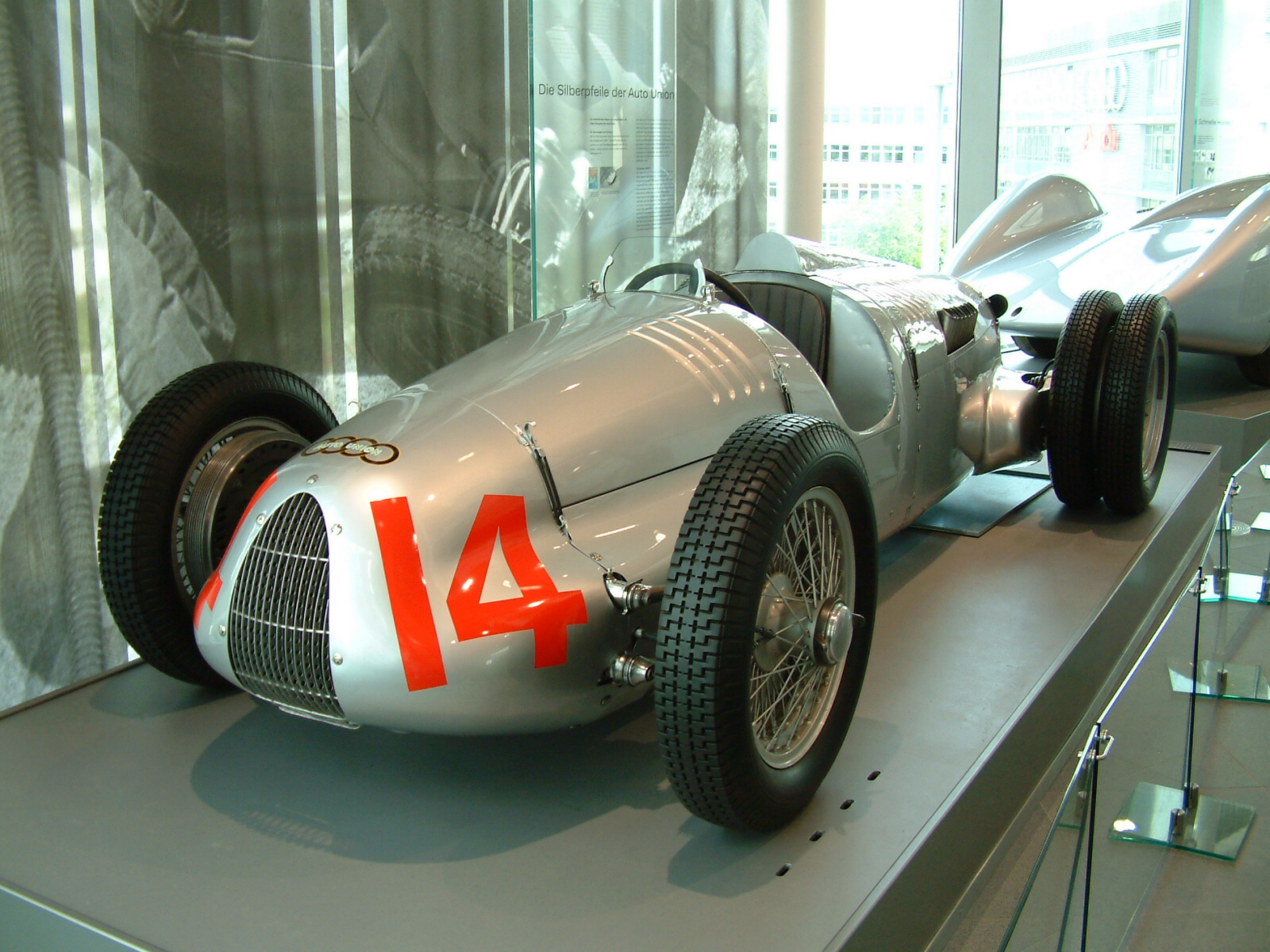
Tipo C/D V16 de 1938 en el Museo Audi de Ingolstadt

Muy rara vez se conservaban los coches de carreras de la época, ya que los componentes de las primeras unidades habitualmente se reutilizaban en modelos y reparaciones posteriores. En segundo lugar, lo que quedaba a menudo se vendía con el fin de obtener fondos para otros desarrollos.
Se piensa que durante la última parte de la Segunda Guerra Mundial, dieciocho automóviles del equipo Auto Union permanecieron ocultos en una mina de carbón de las afueras de Zwickau, Sajonia, donde se encontraba el taller de carreras de Auto Union. En 1945, durante la invasión de Alemania, el Ejército Rojo descubrió los coches, que fueron retenidos como reparaciones de guerra. Como la localidad de Zwickau quedó ubicada tras la guerra en la República Democrática Alemana, en la zona comunista controlada por los soviéticos, los pocos coches de carreras de Auto Union encontrados se enviaron a la Unión Soviética, para ser distribuidos entre institutos científicos y fabricantes de motores, incluido el NAMI, que se dedicaron a investigar su tecnología. La propia empresa Auto Union decidió trasladarse a Alemania Occidental huyendo del régimen comunista, donde se refundó en la ciudad de Ingolstadt en 1949, dando origen finalmente a la compañía Audi tal como se la conoce hoy en día.
Se piensa que la mayoría de estos automóviles probablemente se convirtieron en chatarra, y se considera que no se ha conservado ninguna unidad del Tipo A ni del Tipo B. Actualmente, se cree que solo quedan un automóvil del Tipo C y tres automóviles del Tipo D, además de un automóvil para pruebas de montaña del Tipo C/D.
El único Tipo C conservado fue originalmente depositado en un museo alemán por Auto Union, después de que la muerte en accidente del piloto Bernd Rosemeyer provocó que solo dos o tres de estos coches históricos siguieran compitiendo. Dañado por los bombardeos durante la guerra, su carrocería todavía muestra las marcas de las explosiones. En 1979/80, Audi encargó la restauración del automóvil, llevando a cabo una restauración que implicó la conservación de la carrocería, del motor y de la transmisión.
Otro automóvil fue llevado a Moscú para estudiar su tecnología. En 1976 permanecía en la fábrica ZIL de Moscú, y estaba programado para ser desguazado como chatarra cuando Viktors Kulbergs, presidente del Antique Automobile Club de Letonia, lo rescató para el Museo del Motor de Riga.

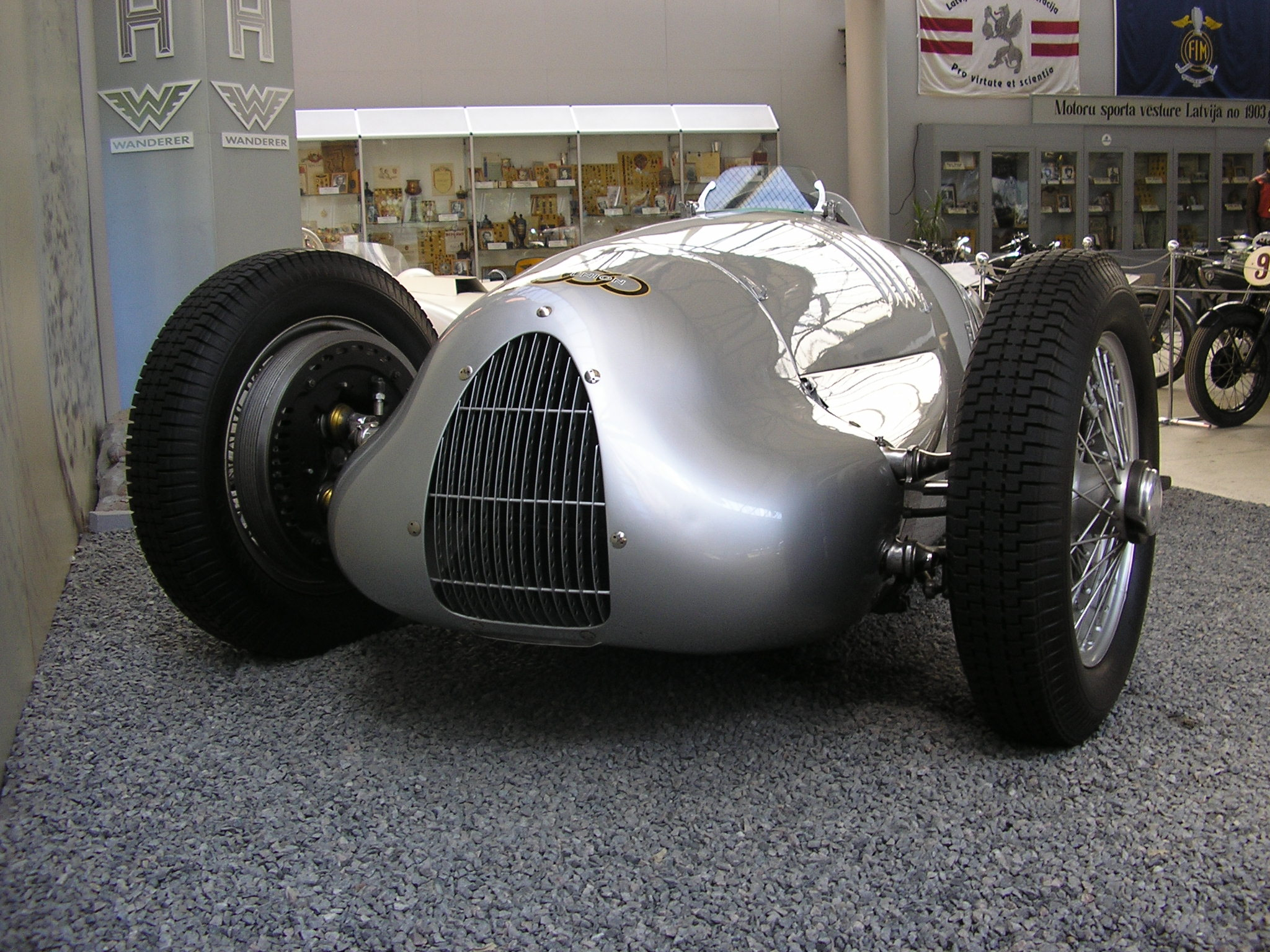
Réplica de un Tipo C/D V16 de 1938, Museo del Motor de Riga

Después del colapso de la Unión Soviética, los ingenieros de Audi verificaron que se trataba de un Auto Union con motor de 16 cilindros utilizado para escaladas de montaña, que combinaba los Tipos C y D. Audi lo adquirió a cambio de una réplica, con la condición de que todas las partes no reemplazables se mantuvieran en el automóvil original y la réplica se construyera con piezas reemplazables más una de las piezas fabricadas originalmente en una réplica previamente construida por Audi. La compra/intercambio se realizó por una suma de dinero no revelada, y en 1997 se encargó a las empresas de ingeniería británicas "Crostwaite & Gardiner" de Buxted y "Roach Manufacturing" de Ower la restauración del original y la creación de la réplica. El original, que ahora se encuentra en el Museo del Motor Audi, aparece en exhibiciones de automóviles y también participa en reuniones de carreras de coches clásicos conducido por el veterano piloto de Audi Hans Stuck Jr., hijo de Hans Stuck, el piloto original del coche. La réplica se dio a conocer en el 2007 durante el Festival de Velocidad de Goodwood, Inglaterra, con el batería de Pink Floyd Nick Mason al volante. El coche se exhibe habitualmente en Riga.
El entusiasta de los automóviles estadounidense Paul Karassik localizó el chasis número 19 en Rusia, agregándole un motor original procedente de los restos de una unidad del Tipo D separada, encomendando en 1990 a Crosthwaite y Gardiner que lo restauraran a su forma original. En febrero de 2007, Christie's tenía previsto subastarlo en París. Aunque se esperaba que fuera el automóvil más caro jamás vendido en una subasta (por más de 12 millones de dólares), el coche no encontró un comprador al cierre de la subasta. Esto se debió a una discrepancia encontrada en los números del chasis y del motor, y al hecho de que no se correspondían con los números que se esperaba encontrar en el automóvil que se creía que era. El coche pasó a subasta en agosto de 2009, y Bonhams estimó un precio de venta de alrededor de 5,5 millones de libras esterlinas. Durante la subasta de Bonhams de 2009 en Monterrey, la puja se detuvo en 6 millones de dólares y el vehículo no se vendió.

### Réplicas
En el año 2000 Audi encargó un Tipo C aerodinámico, que en mayo de ese mismo año recorrió la curva peraltada del famoso Autódromo de Linas-Montlhéry, justo 63 años después de su estreno en AVUS en mayo de 1937, cuando Bernd Rosemeyer alcanzó con un automóvil de este tipo una velocidad de 380 km/h (236 mph) en las rectas. Conservado en el museo Audi Mobile de Ingolstadt, el coche ha aparecido en varias exhibiciones automovilísticas por todo el mundo, incluido el Festival de Velocidad de Goodwood 2008 que conmemoraba el centenario de Audi.
En 2004, Audi anunció la reconstrucción de los Auto Union Wanderer Streamline Specials. Los tres coches fueron construidos por el restaurador europeo Werner Zinke GmbH. Como parte de la celebración, Audi Tradition encargó una edición limitada del coche a escala 1:43, decorado con el número 17. Los coches reconstruidos también participaron en la carrera de larga distancia Lieja-Roma-Lieja, 65 años después de haber participado en la prueba original. Dos de los automóviles, propiedad de Audi Tradition, se exhibieron en su Museo en Ingolstadt, mientras que el tercero pertenece a D'Ieteren, importador belga de Audi.

## Clones de Auto Union

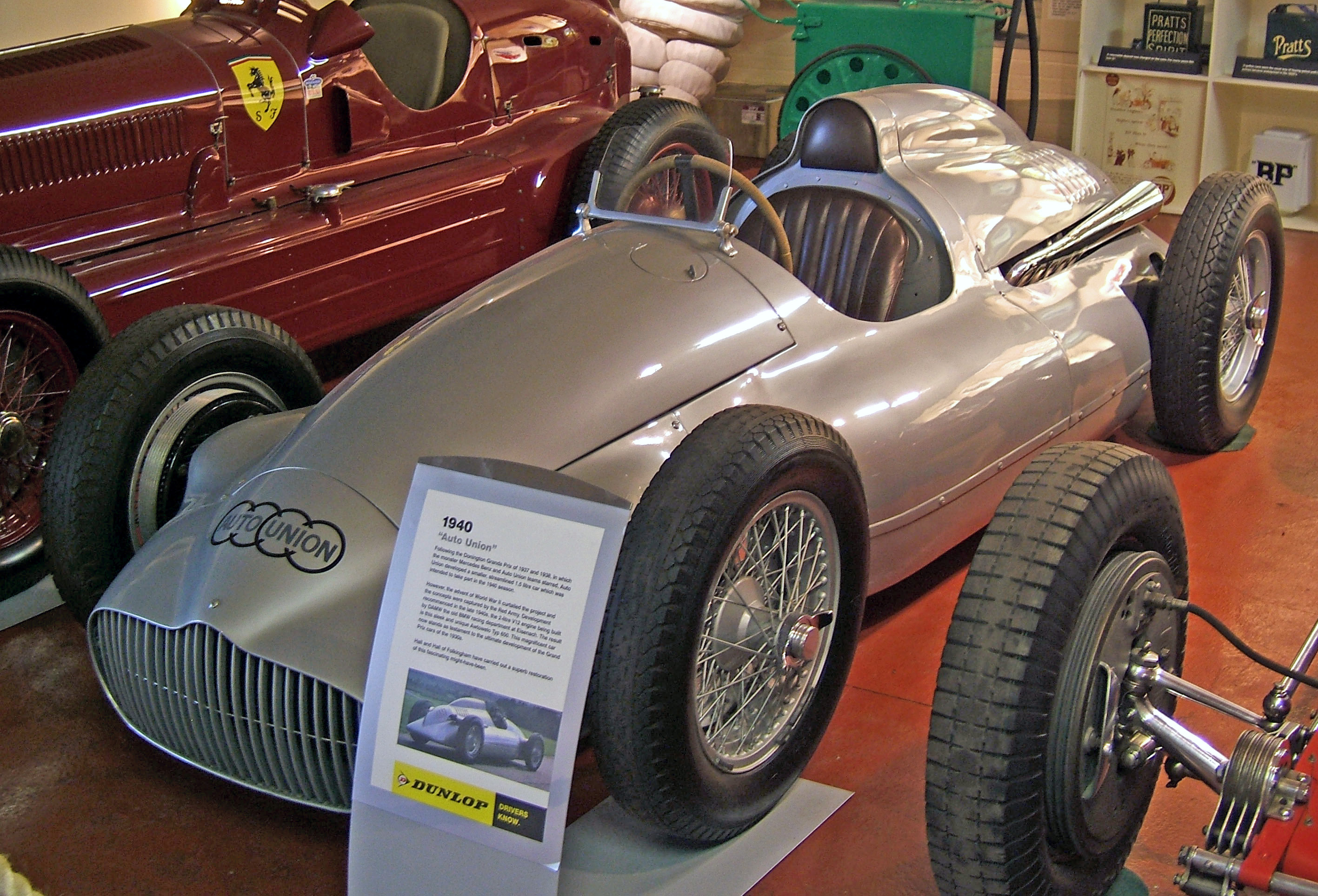
El "Auto Union" Sokol Typ 650 (construido en Alemania Oriental) en la Colección del Gran Premio de Donington

En 1947, el Automobiltechnisches Büro (ATB) creó el Sokol Typ 650, un coche de Fórmula 2 diseñado y construido en la República Democrática Alemana, gracias al talento del diseñador de chasis Otto Seidan y del diseñador de motores Walther Träger (ambos ex empleados de Auto Union), que se valieron de los repuestos originales de Auto Union de los que disponían. El vehículo, que se parecía al Tipo D, recibió el nombre de Awtowelo y fue probado con éxito, pero nunca llegó a competir.

### Coche de pedales tipo C
En 2007, Audi anunció la venta de 999 coches de pedales Auto Union Tipo C a escala 1:2. El coche fue concebido en el estudio de diseño de Múnich. Cuenta con freno hidráulico de doble disco y su velocidad está controlada por un engranaje de cubo de 7 velocidades, con función de freno de retroceso. El automóvil estaba construido sobre de un marco espacial de aluminio, con los paneles de la carrocería también de aluminio. Los asientos, la estructura y el volante estaban tapizados en cuero por un fabricante de bolsos, al igual que el Audi TT, mientras que las llantas de radios estaban hechas a medida. El volante se podía quitar para facilitar la entrada y la salida, como en el original. El prototipo del coche de pedales se presentó en el Salón del Automóvil de París en otoño de 2006.

### Estudio Auto Union Tipo C e-tron (2011)
Es una versión del Auto Union Tipo C a escala 1:2 fabricada en aluminio y un material con aspecto de carbono, basada en el coche de pedales Tipò C. Incluía un motor eléctrico de tracción trasera que rendía 1,5 CV (1 kW; 1 HP) y 40 N·m (29,5 lb·pie) (máximo 60 N·m (44,25 lb·pie)), una batería de iones de litio y marcha atrás. El vehículo tenía un alcance de alrededor de 25 km (15,53 mi), con una velocidad máxima de 30 km/h (18,64 mph). La batería se puede cargar en un enchufe doméstico estándar de 230 voltios.
El vehículo se presentó en la 62.ª Feria Internacional del Juguete de Núremberg.

## Detalles técnicos
| Automóviles de Carreras Auto Union  | Automóviles de Carreras Auto Union                                               | Automóviles de Carreras Auto Union                                               | Automóviles de Carreras Auto Union                                               | Automóviles de Carreras Auto Union                            |
| Característica                      | Tipo A (1934)                                                                    | Tipo B (1935)                                                                    | Tipo C (1936–37)                                                                 | Tipo D (1938–39)                                              |
| ----------------------------------- | -------------------------------------------------------------------------------- | -------------------------------------------------------------------------------- | -------------------------------------------------------------------------------- | ------------------------------------------------------------- |
| Imagen                              |                                                                                  |                                                                                  |                                                                                  |                                                               |
| Disposición del motor               | Longitudinal                                                                     | Longitudinal                                                                     | Longitudinal                                                                     | Longitudinal                                                  |
| Configuración del motor             | V16                                                                              | V16                                                                              | V16                                                                              | V12                                                           |
| Ángulo de las bancadas de cilindros | 45°                                                                              | 45°                                                                              | 45°                                                                              | 60°                                                           |
| Cilindrada                          | 4358 centímetros cúbicos (4,4 L)                                                 | 4954 centímetros cúbicos (5 L)                                                   | 6008 centímetros cúbicos (6 L)                                                   | 2986 centímetros cúbicos (3 L)                                |
| Diámetro x Carrera                  | 68 mm (2,68 plg) x 75 mm (2,95 plg)                                              | 72,5 mm (2,85 plg) x 75 mm (2,95 plg)                                            | 75 mm (2,95 plg) x 85 mm (3,35 plg)                                              | 65 mm (2,56 plg) x 75 mm (2,95 plg)                           |
| Cigüeñal                            | Monopieza de acero Cr-Ni                                                         | Monopieza de acero Cr-Ni                                                         | Por deslizamiento confinado (fabricado por Hirth)                                | Por giro confinado                                            |
| Distribución, sistema de ignición   | Árbol de levas único                                                             | Árbol de levas único                                                             | Árbol de levas único, 2 x magnetos                                               | Triple árbol de levas                                         |
| Aspiración                          | 1x compresor Roots                                                               | 1x compresor Roots                                                               | 1 o 2x compresores Roots                                                         | 2x compresores Roots                                          |
| Presión del compresor               | 0,61 bares (8,7 psi)                                                             | 0,75 bares (10,7 psi)                                                            | 0,95 bares (13,5 psi) (max)                                                      | 1,67 bares (23,7 psi)                                         |
| Potencia motriz                     | 295 CV (217 kW; 291 HP) a 4500 rpm                                               | 375 CV (276 kW; 370 HP) a 4800 rpm                                               | 485-520 CV (357-382 kW) (478-513 HP) a 5000 rpm                                  | 485 CV (357 kW; 478 HP) a 7000 rpm                            |
| Par motor                           | 530 N·m (391 lb·pie) a 2700 rpm                                                  | 660 N·m (487 lb·pie) a 2700 rpm                                                  | 853 N·m (629 lb·pie) a 2500 rpm                                                  | 550 N·m (406 lb·pie) a 4000 rpm                               |
| Marchas                             | 5                                                                                | 5                                                                                | 5                                                                                | 5                                                             |
| Velocidad máxima                    | 280 km/h (174 mph)                                                               |                                                                                  | 340 km/h (211 mph)                                                               | 340 km/h (211 mph)                                            |
| Frenos                              | 400 mm (15,7 plg), sistema Porsche hidráulicos                                   | 400 mm (15,7 plg), sistema Porsche hidráulicos                                   | 400 mm (15,7 plg), sistema Porsche hidráulicos                                   | 400 mm (15,7 plg), sistema Porsche hidráulicos                |
| Amortiguadores                      | De fricción                                                                      | De fricción                                                                      | De fricción                                                                      | Delante: hidráulicos detrás: hidráulicos/fricción             |
| Suspensión delantera                |                                                                                  |                                                                                  | Brazo de semiarrastre (véase Volkswagen Escarabajo)                              | Brazo de semiarrastre                                         |
| Suspensión trasera                  |                                                                                  |                                                                                  | "Pendelachse" con suspensión de barra de torsión (detrás)                        | Eje De Dion con suspensión de barra de torsión                |
| Chasis                              | Estructura primaria de tubo de acero, diámetro del tubo principal: 75 mm (3 plg) | Estructura primaria de tubo de acero, diámetro del tubo principal: 75 mm (3 plg) | Estructura primaria de tubo de acero, diámetro del tubo principal: 75 mm (3 plg) |                                                               |
| Batalla                             |                                                                                  |                                                                                  | 2900 mm (114,2 plg)                                                              | 2800 mm (110,2 plg)                                           |
| Ancho de vía                        |                                                                                  |                                                                                  | 1420 mm (55,9 plg)                                                               | 1390 mm (54,7 plg)                                            |
| Dimensiones largo × ancho × alto    |                                                                                  |                                                                                  | 3920 mm (154,3 plg) × 1690 mm (66,5 plg) × 1020 mm (40,2 plg)                    | 4200 mm (165,4 plg) × 1660 mm (65,4 plg) × 1060 mm (41,7 plg) |
| Capacidad del depósito              |                                                                                  |                                                                                  | 200 L (52,8 galAm)                                                               |                                                               |
| Peso seco                           | 825 kg (1819 lb)                                                                 | 825 kg (1819 lb)                                                                 | 824 kg (1817 lb)                                                                 | 850 kg (1874 lb)                                              |
| Notas                               |                                                                                  |                                                                                  |                                                                                  | Tipo D originado por el cambio de reglas                      |